# Édgar Alaffita
Édgar Alaffita (Poza Rica, Veracruz, 18 de octubre de 1996) es un futbolista mexicano que juega de centrocampista o defensa en el Atlético La Paz de la Liga de Expansión MX.

## Trayectoria

### Tiburones Rojos de Veracruz
Alaffita debutó profesionalmente con los Tiburones Rojos de Veracruz ante los Estudiantes Tecos el día 5 de marzo de 2013.

### Pumas
En mayo de 2021 se incorporó a los Pumas Tabasco proveniente del Atlante Fútbol Club.
El 8 de enero de 2023, jugó su primer partido en Liga MX en la victoria por 2-1 de los felinos sobre el Fútbol Club Juárez.

## Clubes
| Club                 | País   | Año         | Partidos | Goles |
| -------------------- | ------ | ----------- | -------- | ----- |
| Veracruz             | México | 2012-2013   | 1        | 0     |
| San Luis             | México | 2013 - 2014 | 13       | 0     |
| Necaxa               | México | 2014 - 2016 | 56       | 2     |
| Lobos BUAP           | México | 2016        | 15       | 0     |
| Cimarrones de Sonora | México | 2016 - 2017 | 21       | 3     |
| Necaxa               | México | 2017        | 56       | 2     |
| Alebrijes de Oaxaca  | México | 2018 - 2020 | 57       | 2     |
| Atlante              | México | 2020 - 2021 | 40       | 3     |
| Pumas Tabasco        | México | 2021 - Act  | 32       | 3     |

### Estadísticas
La siguiente tabla detalla los encuentros disputados y los goles marcados en los clubes en los que ha militado.
| Club                          | Temporada           | Liga     | Liga  | Copas Nacionales * | Copas Nacionales * | Copas Internacionales ** | Copas Internacionales ** | Total    | Total |
| Club                          | Temporada           | Partidos | Goles | Partidos           | Goles              | Partidos                 | Goles                    | Partidos | Goles |
| ----------------------------- | ------------------- | -------- | ----- | ------------------ | ------------------ | ------------------------ | ------------------------ | -------- | ----- |
| Veracruz · México             | 2013                | 0        | 0     | 1                  | 0                  | -                        | -                        | 1        | 0     |
| Veracruz · México             | Total               | 0        | 0     | 1                  | 0                  | -                        | -                        | 1        | 0     |
| Atlético San Luis · México    | 2013/14             | 2        | 0     | 11                 | 0                  | -                        | -                        | 13       | 0     |
| Atlético San Luis · México    | Total               | 2        | 0     | 11                 | 0                  | -                        | -                        | 13       | 0     |
| C. Necaxa · México            |                     |          |       |                    |                    |                          |                          |          |       |
| 2014/15                       | 23                  | 0        | 6     | 0                  | -                  | -                        | 29                       | 0        |       |
| 2015/16                       | 19                  | 1        | 7     | 1                  | -                  | -                        | 26                       | 2        |       |
| Total                         | 42                  | 1        | 13    | 1                  | -                  | -                        | 55                       | 2        |       |
| Lobos BUAP · México           | 2016                | 12       | 0     | 3                  | 0                  | -                        | -                        | 15       | 0     |
| Lobos BUAP · México           | Total               | 12       | 0     | 3                  | 0                  | -                        | -                        | 15       | 0     |
| Cimarrones de Sonora · México | 2017                | 11       | 0     | 2                  | 0                  | -                        | -                        | 13       | 0     |
| Cimarrones de Sonora · México | Total               | 11       | 0     | 2                  | 0                  | -                        | -                        | 13       | 0     |
| Total en su carrera           | Total en su carrera | 66       | 1     | 30                 | 1                  | -                        | -                        | 96       | 2     |

## Palmarés

### Campeonatos nacionales
| Título             | Club      | País   | Año  |
| ------------------ | --------- | ------ | ---- |
| Liga de Ascenso    | Necaxa    | México | 2014 |
| Liga de Ascenso    | Necaxa    | México | 2016 |
| Campeón de Ascenso | Necaxa    | México | 2016 |
| Ascenso MX         | Alebrijes | México | 2019 |